# Leopold Gawanda
Leopold Gawanda (* 14. November 1889 in Ruprechtshofen; † 13. April 1942 in Wien) war ein österreichisch-deutscher Jurist und Politiker (NSDAP). Er war Landrat des Landkreises Krems und Gauführer des Gaues Niederdonau des Nationalsozialistischen Rechtswahrerbundes (NSRB).

## Leben und Wirken
Nach dem Besuch des Untergymnasiums in Krems an der Donau ging er 1907 an das Ministerium für Kultus und Unterricht nach Wien. Er nahm am Ersten Weltkrieg teil und wurde 1921 an die Bezirkshauptmannschaft Krems versetzt. 1923 wurde er wegen Stellenabbau pensioniert. Diese Zeit nutzte er zur Erlangung eines Studienabschlusses an der Universität Wien. Daraufhin wurde er Rechtsanwaltsanwärter und 1934 selbständiger Rechtsanwalt. 
Seit 1926 gehörte er der Hitlerbewegung an und war Mitbegründer der Ortsgruppe Stein an der Donau. Zum 15. Oktober 1927 trat er der NSDAP bei (Mitgliedsnummer 81.888) und schloss sich 1931 der SA an. Zwischen Juni und September 1934 war er auf Grund politischer Betätigung im Anhaltelager Wöllersdorf inhaftiert. Nach der Entlassung übernahm er im Gau Niederdonau das Rechtsamt und die Führung des NSRB. Seinen Dienstsitz hatte er in der Bezirkshauptmannschaft Krems. Nach dem Anschluss Österreichs erfolgte im Juni 1938 seine Ernennung zum Landrat in Krems.
Anfang 1942 erkrankte er schwer und starb nach dreimonatigem Krankenlager in Wien.